# Golf i Sverige
Golf i Sverige spelas på organiserad nivå sedan slutet av 1800-talet.

## Historia

### 1888–1988
Den första golfbanan i Sverige låg på samma plats där Ryfors golfklubb ligger i dag, och har anor bak till 1888. Ryfors golfklubb hyser i dag en annan bana än den ursprungliga. Den äldsta golfklubben i Sverige med ännu kvarvarande bana (2008) är Göteborgs GK från 1902. 1904 bildades Svenska Golfförbundet.
Åren kring 1970 arbetade svensken Sven Tumba, mest berömd som framgångsrik ishockeyspelare under 1950- och 60-talen, med spridningen av golf i Sverige. Det stora genombrottet kom i slutet av 1980-talet och framför allt under 1990-talet. Senare gavs svenska golfare en kombination av bra golfbanor och boende i soligare klimat medan höst och vinter råder i Sverige.

### 1988–2008: Svenska golfundret

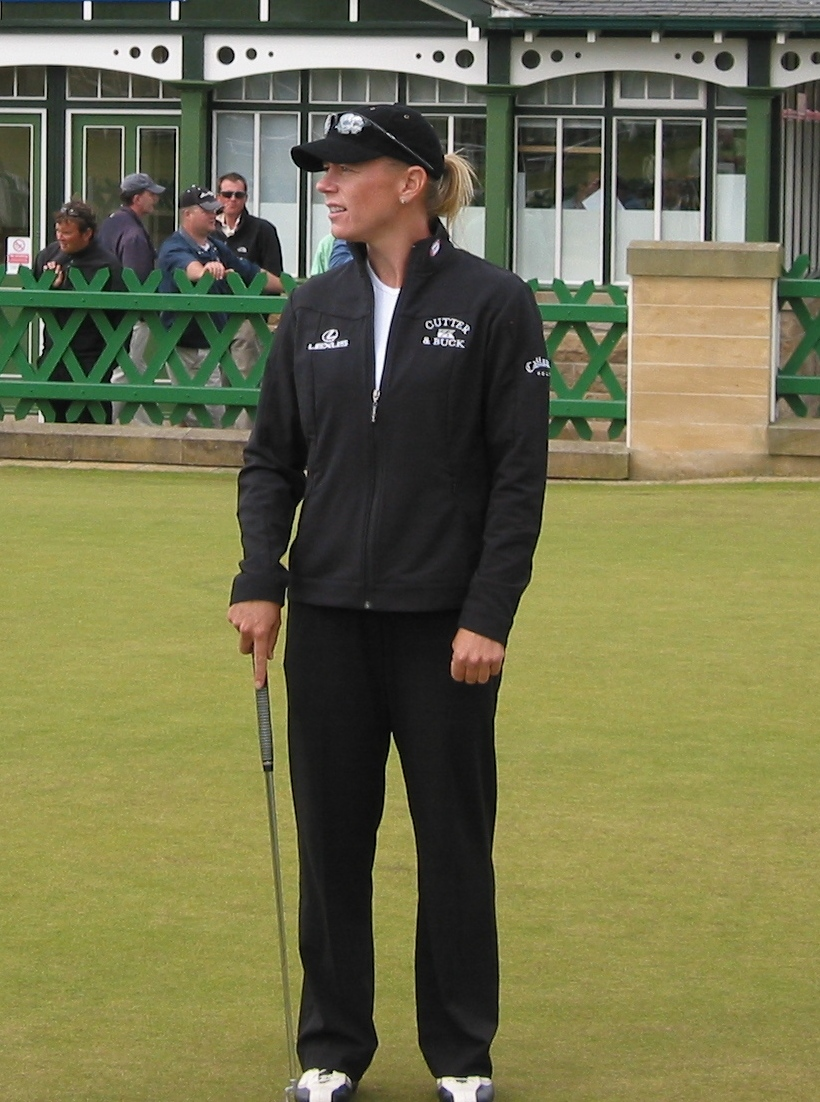
Annika Sörenstam under damernas British Open i St Andrews i Skottland, Storbritannien i juli 2007.

1988 vann svenskan Liselotte Neumann US Open för damer, och de kommande åren kom Sverige att skörda stora internationella framgångar inom golfen, och man talade om det svenska golfundret. På herrsidan skördades framgångarna främst av spelare som Jesper Parnevik och Per-Ulrik Johansson, på damsidan av Annika Sörenstam och Helen Alfredsson. Intresset ökade.
Den 9 november 2008 sände Sportspegeln ett reportage om hur golfklubbarnas medlemsantal i Sverige på bara några år gått från medvind till motvind, med ekonomiska svårigheter, minskat intresse bland barn och ungdomar samt sjunkande medlemsantal. Sveriges internationella framgångar bestod dock ännu.

### 2009–: Nya framgångar
Den 14 juni 2009 vann Anna Nordqvist LPGA Championship i USA. I juli 2016 vann Henrik Stenson British Open, och blev därmed första manliga svensk att vinna en majortävling.

## Tävlingar i Sverige
De stora internationella tävlingarna som anordnas i Sverige är Scandinavian Masters på herrsidan, som brukar anordnas kring månadsskiftet juli–augusti. PLM Open spelades sista gången 1990. På damsidan spelas HP Open i augusti.